# Dufourea muoti
Dufourea muoti là một loài Hymenoptera trong họ Halictidae. Loài này được Vachal mô tả khoa học năm 1899.